# أم البلاد
أم البلاد هي أشهر مدن الإقليم وأعظمها. وقد وصف بها ابن بطوطة مدينة مصر.